# Selebar
Selebar is een bestuurslaag in het regentschap Seluma van de provincie Bengkulu, Indonesië. Selebar telt 767 inwoners (volkstelling 2010).